# Tom Browning
Thomas Leo Browning (28 de abril de 1960 – 19 de dezembro de 2022) foi um beisebolista da Major League Baseball que atuou como arremessador canhoto. Durante seus doze anos de carreira, arremessou pelo Cincinnati Reds (1984–1994) e Kansas City Royals (1995). Também é co-autor do livro Tom Browning's Tales from the Reds Dugout.
Browning arremessou o décimo segundo jogo perfeito na história do beisebol em 16 de setembro de, 1988 contra o Los Angeles Dodgers. Também ganhou a World Series de 1990 com os Reds.

## Jogo perfeito

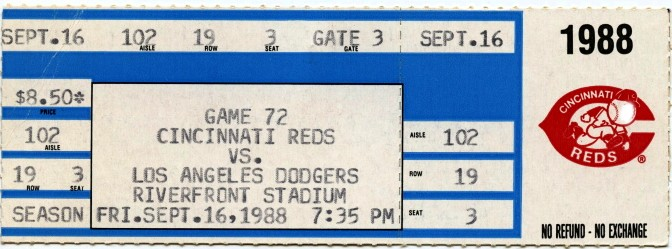
Um ingresso da partida onde Browning conseguiu o jogo perfeito.

Em 16 de setembro de 1988, Browning arremessou o décimo segundo jogo perfeito na história do beisebol. Na vitória por 1 a 0 sobre o Los Angeles Dodgers no Riverfront Stadium, Browning arremessou 100 vezes e destes, 72 foram strikes e não permitiu que nenhum rebatedor chegasse a 3 bolas. O primeiro canhoto a conseguir um jogo perfeito desde Sandy Koufax em 1965, Browning permanece como o único jogador dos Reds a alcançar a façanha. Browning teve um no-hitter perdido na nona entrada com uma rebatida simples de Tony Gwynn em junho daquele ano.
Browning perdeu a oportunidade de se tornar o primeiro jogador a conseguir dois jogos perfeitos, deixando escapar na nona entrada em jogo de 4 de julho de 1989 contra o Philadelphia Phillies no Veterans Stadium; uma simples de Dickie Thon encerrou sua tentativa. Após seu jogo perfeito de 1988, o proprietário dos Reds Marge Schott colocou uma cláusula em seu contrato que afirmava que sua esposa, Debbie, receberia $ 300 000 dólares de bônus se ele arremessasse outro jogo perfeito em 1989. O escritório oficial da National League acabou anulando a cláusula.

## Morte
Browning morreu em 19 de dezembro de 2022, aos 62 anos de idade.